# Fabryka drwin
Fabryka drwin – pierwszy album zespołu Eye for an Eye wydany w 2000 roku.

## Lista utworów
1. Labirynt
2. Konstrukcja prawa
3. Uciekać
4. Niech opowiedzą
5. Wspomnienia
6. Wiemy
7. Na pewno
8. Betonowy świat
9. S.I.K.
10. Outro

## Skład zespołu
- Anka – wokal
- Tomek – gitara, wokal
- Bartek – gitara, wokal
- Damian – gitara basowa, wokal
- Rafał – perkusja